# Novîi Mizun, Dolîna
Novîi Mizun (în ucraineană Новий Мізунь) este un sat în comuna Starîi Mizun din raionul Dolîna, regiunea Ivano-Frankivsk, Ucraina.

## Demografie
Componența lingvistică a localității Novîi Mizun
     Ucraineană (98,19%)
     Belarusă (1,2%)
     Alte limbi (0,6%)
Conform recensământului din 2001, majoritatea populației localității Novîi Mizun era vorbitoare de ucraineană (98,19%), existând în minoritate și vorbitori de belarusă (1,2%).